# Легостаева, Александра Ивановна
Алекса́ндра Ива́новна Легоста́ева (1898, Ардатов — 1919, там же) — деятельница комсомольского движения.

## Биография
Родилась в 1898 году в городе Ардатове Нижегородской губернии. Окончила женскую гимназию в том же городе. После Октябрьской революции 1917 года принимала участие в создании первой комсомольской организации в своём гроде. На первой учредительной конференции, состоявшейся в феврале 1919 года, была избрана заместителем председателя Ардатовской городской организации РКСМ. В этом качестве проводила активную работу среди местной молодёжи по привлечению новых членов в организацию. Скончалась в своём родном городе в том же году во время пандемии испанского гриппа.